# Юн Джон Хван
Юн Джон Хван (кор. 윤정환, нар. 16 лютого 1973, Кванджу) — південнокорейський футболіст, що грав на позиції півзахисника. По завершенні ігрової кар'єри — тренер. З 2017 року очолює тренерський штаб команди «Сересо Осака».
Виступав, зокрема, за клуби «Пучхон» та «Саган Тосу», а також національну збірну Південної Кореї.

## Клубна кар'єра
Народився 16 лютого 1973 року в місті Кванджу. Вихованець футбольної школи команди Університету «Донг».
У дорослому футболі дебютував 1995 року виступами за команду клубу «Юкон Коккірі», в якій того року взяв участь у дев'ятнадцяти матчах чемпіонату.
Протягом 1996—1996 років захищав кольори команди клубу «Пучхон Юкон».
Своєю грою за останню команду привернув увагу представників тренерського штабу клубу «Пучхон», до складу якого приєднався 1997 року. Відіграв за команду з Пучхона наступні два сезони своєї ігрової кар'єри.
2000 року уклав контракт з клубом «Сересо Осака», у складі якого провів наступні два роки своєї кар'єри гравця. Більшість часу, проведеного у складі «Сересо Осака», був основним гравцем команди.
Протягом 2003 року захищав кольори команди клубу «Соннам Ільхва Чхонма».
З 2004 року один сезон захищав кольори команди клубу «Чонбук Хьонде Моторс». Граючи у складі «Чонбук Хьонде Моторс» також здебільшого виходив на поле в основному складі команди.
2006 року перейшов до клубу «Саган Тосу», за який відіграв один сезон. Тренерським штабом нового клубу також розглядався як гравець «основи». Завершив професійну кар'єру футболіста виступами за команду «Саган Тосу» у 2007 році.

## Виступи за збірну
1994 року дебютував в офіційних матчах у складі національної збірної Південної Кореї. Протягом кар'єри у національній команді, яка тривала 9 років, провів у формі головної команди країни 39 матчів, забивши 3 голи.
У складі збірної був учасником розіграшу Золотого кубка КОНКАКАФ 2000 року у США, кубка Азії з футболу 2000 року в Лівані, на якому команда здобула бронзові нагороди, розіграшу Кубка конфедерацій 2001 року в Японії і Південній Кореї, чемпіонату світу 2002 року в Японії і Південній Кореї.

## Кар'єра тренера
Розпочав тренерську кар'єру невдовзі по завершенні кар'єри гравця, 2008 року як тренер молодіжної команди клубу «Саган Тосу», де працював протягом 2008 року.
У подальшому очолював команди клубів «Саган Тосу» та «Ульсан Хьонде».
З 2017 року очолює тренерський штаб команди «Сересо Осака».

## Статистика виступів

### Статистика виступів за збірну
| Дата       | Місто                  | Господарі          | Результат             | Гості             | Турнір                        | Голи | Примітки |
| ---------- | ---------------------- | ------------------ | --------------------- | ----------------- | ----------------------------- | ---- | -------- |
| 31-1-1995  | Гонконг                | Південна Корея     | 1 – 0                 | Колумбія          | Кубок Карлсберга 1995         | -    |          |
| 19-2-1995  | Гонконг                | КНР                | 0 – 0                 | Південна Корея    | Кубок Dinastia 1995           | -    | 75'      |
| 23-2-1995  | Гонконг                | Гонконг            | 2 – 3                 | Південна Корея    | Кубок Dinastia 1995           | -    | 71'      |
| 26-2-1995  | Гонконг                | Японія             | 2 – 2 д.ч. (5-3 п.п.) | Південна Корея    | Кубок Dinastia 1995           | -    | 91'      |
| 18-1-1997  | Мельбурн               | Південна Корея     | 1 – 0                 | Норвегія          | Opus Tournament               | -    | 85' 92'  |
| 22-1-1997  | Брисбен                | Австралія          | 2 – 1                 | Південна Корея    | Opus Tournament               | -    | 53'      |
| 25-1-1997  | Сідней                 | Південна Корея     | 3 – 1                 | Нова Зеландія     | Opus Tournament               | -    | 46'      |
| 22-2-1997  | Гонконг                | Гонконг            | 0 – 2                 | Південна Корея    | Відбір до ЧС 1998             | -    | 46'      |
| 23-4-1997  | Пекін                  | КНР                | 0 – 2                 | Південна Корея    | щорічна гра Корея-Китай       | -    | 81'      |
| 29-1-1998  | Бангкок                | Таїланд            | 0 – 2                 | Південна Корея    | 1998 King's Cup               | -    |          |
| 31-1-1998  | Бангкок                | Південна Корея     | 1 – 1 д.ч. (5-4 п.п.) | Єгипет            | 1998 King's Cup               | -    |          |
| 7-2-1998   | Окленд (Нова Зеландія) | Нова Зеландія      | 0 – 1                 | Південна Корея    | товариський матч              | -    | 40'      |
| 11-2-1998  | Сідней                 | Австралія          | 3 – 1                 | Південна Корея    | товариський матч              | -    | 69' 71'  |
| 15-4-1998  | Братислава             | Словаччина         | 0 – 0                 | Південна Корея    | товариський матч              | -    | 68'      |
| 18-4-1998  | Скоп'є                 | Північна Македонія | 2 – 2                 | Південна Корея    | товариський матч              | -    | 52' 81'  |
| 22-4-1998  | Белград                | Югославія          | 3 – 1                 | Південна Корея    | товариський матч              | -    | 82'      |
| 2-12-1998  | Нахон Саван            | Південна Корея     | 2 – 3                 | Туркменістан      | Азійські ігри 1998            | -    |          |
| 4-12-1998  | Нахон Саван            | В'єтнам            | 0 – 4                 | Південна Корея    | Азійські ігри 1998            | 1    | 67'      |
| 7-12-1998  | Бангкок                | Південна Корея     | 2 – 0                 | Японія            | Азійські ігри 1998            | -    |          |
| 9-12-1998  | Бангкок                | ОАЕ                | 1 – 2                 | Південна Корея    | Азійські ігри 1998            | 1    | 74'      |
| 11-12-1998 | Бангкок                | Південна Корея     | 1 – 0                 | Кувейт            | Азійські ігри 1998            | -    | 23' 54'  |
| 14-12-1998 | Бангкок                | Таїланд            | 2 – 1                 | Південна Корея    | Азійські ігри 1998            | -    | 55'      |
| 28-3-1999  | Сеул                   | Південна Корея     | 1 – 0                 | Бразилія          | товариський матч              | -    | 84'      |
| 5-6-1999   | Сеул                   | Південна Корея     | 1 – 2                 | Бельгія           | товариський матч              | -    | 39'      |
| 15-6-1999  | Сеул                   | Південна Корея     | 0 – 0                 | Єгипет            | 1999 Korea Cup                | -    | 46'      |
| 26-4-2000  | Сеул                   | Південна Корея     | 1 – 0                 | Японія            | товариський матч              | -    | 59'      |
| 4-10-2000  | Дубай (місто)          | ОАЕ                | 1 – 1 д.ч. (3-2 п.п.) | Південна Корея    | Кубок LG                      | -    |          |
| 16-10-2000 | Триполі                | Південна Корея     | 0 – 1                 | Кувейт            | Кубок Азії 2000 - 1-й етап    | -    | 67'      |
| 19-10-2000 | Триполі                | Південна Корея     | 3 – 0                 | Індонезія         | Кубок Азії 2000 - 1-й етап    | -    | 46'      |
| 23-10-2000 | Триполі                | Іран               | 1 – 2                 | Південна Корея    | Кубок Азії 2000 - чвертьфінал | -    |          |
| 26-10-2000 | Бейрут                 | Південна Корея     | 1 – 2                 | Саудівська Аравія | Кубок Азії 2000 - півфінал    | -    | 27' 53'  |
| 20-12-2000 | Токіо                  | Японія             | 1 – 1                 | Південна Корея    | товариський матч              | -    | 71'      |
| 24-4-2001  | Каїр                   | Південна Корея     | 1 – 0                 | Іран              | Кубок LG                      | -    | 45'      |
| 25-5-2001  | Сувон                  | Південна Корея     | 0 – 0                 | Камерун           | товариський матч              | -    | 46'      |
| 20-3-2002  | Картагена              | Фінляндія          | 0 – 2                 | Південна Корея    | товариський матч              | -    | 64'      |
| 26-3-2002  | Бохум                  | Південна Корея     | 0 – 0                 | Туреччина         | товариський матч              | -    | 64'      |
| 27-4-2002  | Інчхон                 | Південна Корея     | 0 – 0                 | КНР               | товариський матч              | -    | 62'      |
| 16-5-2002  | Пусан                  | Південна Корея     | 4 – 1                 | Шотландія         | товариський матч              | 1    | 65'      |
| 26-5-2002  | Сувон                  | Південна Корея     | 2 – 3                 | Франція           | товариський матч              | -    | 66'      |
| Усього     |                        | Матчів             | 39                    |                   | Голів                         | 3    |          |

## Титули і досягнення

### Гравець
- Чемпіон Південної Кореї (1):

«Соннам Ільва Чунма»: 2003
- Володар Кубка Південної Кореї (1):

«Чонбук Хьонде Моторс»: 2005

### Тренер
- Володар Кубка Імператора (1):

«Сересо Осака»: 2017
- Володар Кубка Джей-ліги (1):

«Сересо Осака»: 2017
- Володар Суперкубка Японії (1):

«Сересо Осака»: 2018
Збірні
- Бронзовий призер Кубка Азії: 2000